# سوزي شافي
سوزي شافي (بالإنجليزية: Suzy Chaffee)‏ هي متزحلقة حرة وممثلة أمريكية، ولدت في 29 نوفمبر 1946 في روتلاند في الولايات المتحدة.

## وصلات خارجية
- سوزي شافي على موقع الاتحاد الدولي للتزلج (التزلج على المنحدرات الثلجية) (الإنجليزية)
- سوزي شافي على موقع اللجنة الأولمبية الدولية (الإنجليزية)
- سوزي شافي على موقع أوليمبيديا (الإنجليزية)
- سوزي شافي على موقع IMDb (الإنجليزية)
- سوزي شافي على موقع قاعدة بيانات الأفلام السويدية (السويدية)
- سوزي شافي على موقع إن إن دي بي (الإنجليزية)
- سوزي شافي على موقع كينوبويسك (الروسية)